# Josef Neruda
Josef Neruda (16. ledna 1807 Mohelno – 18. února 1875 Brno) byl český varhaník a hudební pedagog.

## Život
Josef Neruda získal základy hry na varhany v rajhradském klášteře. V mládí byl učitelským pomocníkem v Náměšti nad Oslavou a vedle svého povolání hrával v haugwitzovské kapele a také působil jako klavírní pedagog v Olomouci. V roce 1832 však přijal nabídku z Brna a nastoupil na uvolnivší se místo dómského varhaníka. Tuto funkci zastával s menšími pauzami 36 let.
Josef Neruda měl deset dětí a všechny byly talentované. Například u jeho dcery Amálie, později provdané Wickenhauserové, klavíristky, studoval Leoš Janáček. Vilemína Nerudová (Wilma Norman-Neruda) byla houslistkou, a kruh jejích příznivců v čele s princem z Walesu, pozdějším anglickým králem Eduardem VII., jí věnoval zámek v Asolu u Benátek. Ze synů vynikl zejména violoncellista František, který byl později profesorem na konzervatořích v Petrohradu a Kodani.